# Dué le Quartz
A Dué le quartz (デュールクォーツ; Hepburn: Dyūru Kuōtsu) egy japán visual kei rock együttes volt, amely 1998 decemberében alakult és a PS Company alegységével, a Free-Will-lel állt szerződésben. Az együtt 2000. augusztus 1-jén rajongóklubot alapított "Baby Merry" néven. Néhány album, több kislemez és egy greatest hits album kiadása után az együttes 2002-ben feloszlott. Az énekes, Szakito és a basszusgitáros, Kikasza később újra összeálltak és "Figure:" néven együttest alapítottak (az egykori dobos, Kazuki alkalmanként segédkezett). A gitáros, Miyabi Miyavi-ra változtatta nevét, és szólókarrierbe kezdett.

## Biográfia
1998 decemberében Szakito és Ken megalapították a Dué le quartz-ot és 1999. február 14-én játszottak először élőben. E két dátum között csatlakozott hozzájuk a basszusgitáros Kikasza, hivatalosan hozzáadva Kazukit a március 22-én kiadott mixhez.
1999 májusában Ken zenei nézeteltérésekre hivatkozva elhagyta a zenekárt, a gitáros helyét betöltő Miyabi június 29-én csatlakozott, így véglegesítve a zenekar felállását.
Hamarosan nagy népszerűségre tettek szert, 2000. augusztus 21-én volt első önálló fellépésük a Shibuya on Air Westben.
Első turnéjuk 2001. május 16-án indult útnak, a második 2001. december 4-én.
3 év fennállás után Kikasza bejelentette a kilépését, amely a feloszláshoz vezetett. Utolsó koncertjüket 2002. szeptember 22-én adták, az Akasaka Blitz-ben.

## Tagok
- Sakito – vokál
- Miyabi – gitár, háttérvokál
- Kikasza (キカサ) – basszusgitár
- Kazuki – dobos

Korábbi tagok
- Ken – gitár

## Diszkográfia
Demófelvétel
- "Ame to Muchi wo..." (アメと鞭を..., 2000. július 19.)
- "Rob Song" (2001. május 18.)

Albumok
- Mikansei no Jekyll to Hyde (未完成のジキルとハイド, ’, 1999. november 21.’)
- Jisatsu Ganbou (自殺願望, 2000. május 28.)
- Rodeo (ロデオ, 2002. május 12.)
- Best Album (2002. augusztus 14., 2005. november 23-án újra kiadta a King Records)

Kislemezek
- "Dear...from XXX (disc 1)" (2001. január 24.)
- "Dear...from XXX (disc 2)" (2001. január 24.)
- "Bitter" (2001. február 24.)
- "Re:plica" (2001. augusztus 1.)
- "Tribal Arivall Warning!!" (2001. január 24.)
- "Last Title" (2002. szeptember 4.)

Válogatások
- Matina Prelude (2000. április 26., Free-Will)
  - (A "Kikai Shikake no Butoukai" című dallal (機械仕掛けの舞踏会))

Videók
- Jisatsu Ganbou (自殺願望, 2000. július 10.)
- Milk (white) (2001. február 14., VHS)
- Milk (black) (2001. február 14., VHS)
- History 1999-2001 (2002. január 7., VHS)
- Braintine (2002. január 9., VHS)
- 「6419461049162791」-69 (2002. január 9., VHS)
- Tour「アメと鞭を...」Final2002.01.07 (2002. július 3., VHS)
- Video Clips (2002. július 3., VHS)
- 1st Oneman Live 2000.8.21 at Shibuya on Air West (TOUR 「合法ドラッグ」 at 渋谷ON AIR WEST, 2003, VHS)